# Urbania Immobilier
Pour les articles homonymes, voir Urbania.
 (janvier 2016).
 (janvier 2016).
Urbania immobilier est un réseau d'administrateurs de biens et d'agences immobilières en France métropolitaine et en Guyane. Il travaille dans les secteurs : location, gérance locative, transactions immobilières, syndic de copropriété, la location saisonnière et du conseil. 
Les agences Urbania Immobilier sont principalement implantées en région parisienne, dans la région Rhône-Alpes et sur tout l’arc alpin jusqu’aux Hautes-Alpes, le réseau dispose également de deux agences en Guyane.

## Historique du groupe
En 1968, le Crédit lyonnais, qui détient alors Uffi, lance le concept de services immobiliers intégrés. Quel que soit le client et son besoin, il doit pouvoir trouver une réponse auprès d’un seul point de contact. C’est sur ce modèle qu’une majorité des acteurs du secteur se sont depuis structurés. 
Au cours des années 1990, la société, devenue entre-temps Vendôme-Rome est successivement no 1 français puis no 1 européen, sous le nom d’AtisReal, après avoir intégré Auguste-Thouard en France et pris une majorité au capital de Müller en Allemagne et de Wheather Hall Green and Smith au Royaume-Uni. 
En 2003-2004, la société décide de se recentrer sur le marché domestique et, majoritairement, sur l’administration de biens en cédant la branche transaction d’AtisReal. Deux nouvelles marques commerciales sont créées : Urbania pour l’immobilier résidentiel et Adyal pour l’immobilier d’entreprises.
En septembre 2010, un fonds d’investissement français, IPE (Investors in Private Equity, présidé par Philippe Nguyen), Ulysse Investissements, prend le contrôle d’Urbania et d’Adyal. Nicolas Jacquet, ancien délégué à la Datar en est nommé président exécutif le 1er octobre 2010.
En février 2012, Urbania signe un partenariat stratégique avec Citya immobilier (propriété de Philippe Briand), cela en vendant des cabinets représentant un tiers de son chiffre d'affaires.
Entre 2012 et 2013, les reseaux Urbania sont acquis par Citya.

## L'affaire Urbania
Au printemps 2010 éclate l'affaire Urbania, lorsque la banque de la société, la Société générale saisit le tribunal de commerce de Nanterre, à la suite de l'impossibilité d'Urbania de rembourser ses dettes. En effet, la société avait placé les fonds propres des copropriétés gérées sur des comptes miroirs et les avaient investis dans des fonds à risque. Urbania en liquidation a été repris par IPE qui a obtenu des banques (Société générale, Monte dei Paschi, Fortis, Crédit agricole, Banque Palatine et La Banque française) qu'elles renoncent à 50 % de leurs créances, soit 430 millions d'euros. Pour le solde - 209 millions d'euros -, la plupart d'entre elles avaient accepté de recevoir des obligations convertibles en actions Urbania. Fin 2012 Urbania est sur le point de rembourser ses dettes.